# Anjullón
Anjullón es un pequeño poblado al norte de la provincia de La Rioja. Se encuentra a solo 107 km de la capital provincial por Ruta Nacional 75.
Es una de las diez localidades del Departamento Castro Barros, que integra lo que se conoce como La Costa Riojana, un recorrido que se extiende a lo largo del costado o faldeo oriental del cordón montañoso del Velasco. 
Según algunas fuentes, su nombre es de origen quechua y significa "agua que cae de la ladera".
Anjullón cuenta con tres instituciones educativas, Escuela primaria de concentración y jornada completa, Escuela secundaria e Instituto de formación docente, una biblioteca pública y un centro de atención primaria en salud.

## Población
Cuenta con 418 habitantes (Indec, 2010), lo que representa un descenso del 18% frente a los 511 habitantes (Indec, 2001) del censo anterior.
| Gráfica de evolución demográfica de Anjullón entre 1991 y 2010 |
|                                                                |
| Fuente: Censos nacionales del INDEC                            |

## Turismo

### Sitios de servicios del Turista
La localidad tiene los siguientes sitios :
- Camping Cóndorcuna (privado): promociona excursiones en 4 × 4, motocross, senderismo y cabalgatas que ofrece a los visitantes, transitando sinuosos caminos de tierra hacia la "Quebrada de Anjullón", en plena sierra de Velasco. Se encuentra poblada de álamos de 20 m de altura, durazneros, nogales y sauces. Se divisan cóndores (punto casi inmóvil flotando en alta altura).[6] Tiene cabañas para alojamiento, asadores, pileta y sitio con arboleda apto para un fresco descanso.

- Camping Pico Zárate (público): es el camping más antiguo del pueblo. Posee asadores, una importante arboleda para sombra surcado por un canal de piedra partida que trae agua desde la quebrada, equipado con mesas y bancos, pileta un sitio para acampar y arenero para deportes.
- Hostería de Anjullón (público): lugar solo para alojamiento con habitaciones con baño privado en una casona de estilo. Ubicada frente de la plaza principal del pueblo.
- Casas de alquiler(privado): se encuentran dos locaciones dispuestas para alquilar por temporada o fracción.
- Complejo La Nona (privado): Sitio de servicio gastronómico y deportivo (cancha de paddle) con pileta de natación, no dispone de alojamiento.
- Confitería El Viskito: Servicio gastronómico sólo (delivery, takeway)
- Autoservicio POPO: mini mercado de buen surtido, carnicería, almacén y verdulería.
- Quiosco el Musho: ubicado frente la plaza principal, vende bebidas, fiambres, carnicería y otros.
- Regionales Doña Emilia: elaboración de productos regionales, alfajores de turrón, vinos, dulces y mermeladas de frutas de la zona.
- Panadería Doña Emilia: Elaboración de  Pan francés, pre pizas, otros.

### Sitios de interés
La Iglesia de Anjullón es un templo de finales del siglo XIX consagrado a San Vicente Ferrer. Las características constructivas son equivalentes a las de otros edificios religiosos de la zona: planta rectangular con escasas aberturas, muros de adobe de gran espesor, exterior de líneas netas y pintado de blanco.

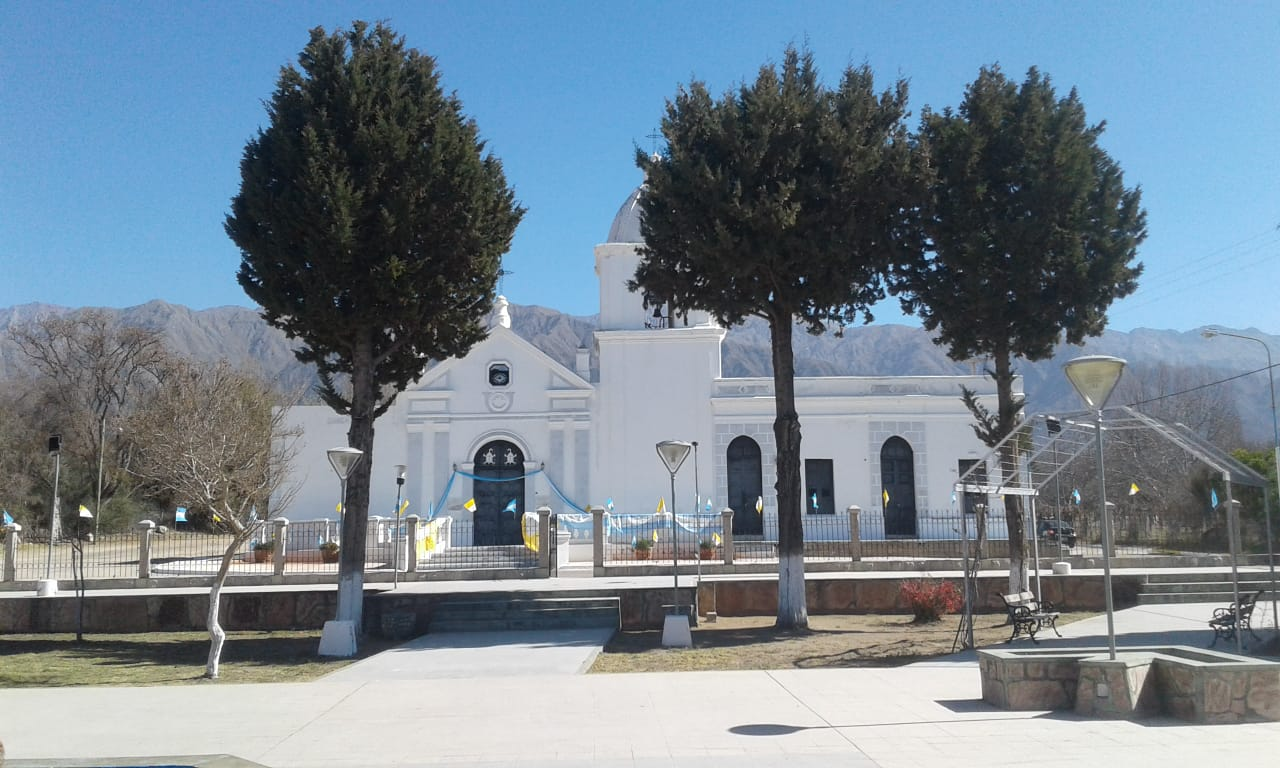
Plaza e iglesia de Anjullón

La Casa de la Cultura cumple una función equivalente a la de un museo, en este lugar se conservan documentos, piezas históricas y arqueológicas de la zona.
La Quebrada de Anjullón se inicia a unos 3 km hacia el oeste de la localidad y es un recorrido de características recreativas, a lo largo del cual existen algunas ubicaciones donde es posible practicar la pesca de trucha.
Plaza del Pueblo: sitio de esparcimiento provisto de una fuente de agua, bancos y arboleda.

## Sismicidad
La sismicidad de la región de La Rioja es frecuente y de intensidad baja, y un silencio sísmico de terremotos medios a graves cada 30 años en áreas aleatorias.